# Fired Up (serie televisiva)
Fired Up è una serie televisiva statunitense in 28 episodi trasmessi per la prima volta nel corso di 2 stagioni dal 1997 al 1998.
Non è ancora andata in onda in Italia.

## Personaggi e interpreti

### Personaggi principali
- Gwen Leonard (28 episodi, 1997-1998), interpretata da Sharon Lawrence.
- Terry Reynolds (28 episodi, 1997-1998), interpretata da Leah Remini.
- Danny Reynolds (28 episodi, 1997-1998), interpretato da Mark Feuerstein.
- Guy Mann (28 episodi, 1997-1998), interpretato da Jonathan Banks.

### Personaggi secondari
- Mrs. Francis (13 episodi, 1997-1998), interpretata da Francesca P. Roberts.
- Ashley Mann (7 episodi, 1997-1998), interpretato da Mark Davis.
- Johnny (6 episodi, 1997-1998), interpretato da Ron Ostrow.
- Steve Summer (5 episodi, 1997-1998), interpretato da Thomas F. Wilson.
- Jim (4 episodi, 1997), interpretato da Benjamin Brown.
- Scott Bickley (4 episodi, 1997), interpretato da Timothy Omundson.
- Mrs. Morton (3 episodi, 1997-1998), interpretata da Jean Speegle Howard.
- Tina (3 episodi, 1997), interpretata da Randee Heller.
- Mr. Lux (2 episodi, 1997-1998), interpretato da John de Lancie.
- Mickey (2 episodi, 1997-1998), interpretato da Scott Patterson.
- Manny (2 episodi, 1997-1998), interpretato da Al Ruscio.
- Debbie (2 episodi, 1997-1998), interpretata da Nicole Sullivan.
- Rita (2 episodi, 1997), interpretata da Dixie Carter.
- Tom Whitman (2 episodi, 1997), interpretato da Kelsey Grammer.
- Ufficiale Mike (2 episodi, 1997), interpretato da Sean G. Griffin.

## Produzione
La serie, ideata da Arleen Sorkin e Paul Slansky, fu prodotta da Grammer Productions, Grammnet Productions, Paramount Network Television Productions e Paramount Television. Le musiche furono composte da Mark Mothersbaugh.

### Registi
Tra i registi sono accreditati:
- Lee Shallat Chemel in 8 episodi (1997-1998)
- James Burrows in 5 episodi (1997)
- Will Mackenzie in 4 episodi (1997)
- Pamela Fryman in 2 episodi (1997)
- Max Tash in 2 episodi (1997)

### Sceneggiatori
Tra gli sceneggiatori sono accreditati:
- Victor Fresco in 25 episodi (1997-1998)
- Kit Boss in 4 episodi (1997-1998)
- Thom Bray in 4 episodi (1997-1998)
- Michael A. Ross in 4 episodi (1997-1998)
- Linda Teverbaugh in 4 episodi (1997-1998)
- Michael Teverbaugh in 4 episodi (1997-1998)
- Aron Abrams in 4 episodi (1997)
- Gregory Thompson in 4 episodi (1997)
- Bill Barol in 3 episodi (1997-1998)
- Paul Slansky in 3 episodi (1997-1998)
- Arleen Sorkin in 3 episodi (1997-1998)

## Distribuzione
La serie fu trasmessa negli Stati Uniti dal 10 aprile 1997 al 2 febbraio 1998 sulla rete televisiva NBC.
Alcune delle uscite internazionali sono state:
- in Svezia il 6 aprile 2002
- in Francia (Fired Up)
- in Germania (Kreativ sein ist alles)

## Episodi
| Stagione         | Episodi | Prima TV USA | Prima TV Italia |
| ---------------- | ------- | ------------ | --------------- |
| Prima stagione   | 8       | 1997         | inedita         |
| Seconda stagione | 20      | 1997-1998    | inedita         |